# Estação Saúde
A Estação Saúde-Ultrafarma, ou Estação Saúde, é uma das estações da Linha 1–Azul do Metrô de São Paulo. Foi inaugurada em 14 de setembro de 1974.
No dia 14 de março de 2022, a Companhia do Metropolitano de São Paulo informou que, em decorrência de um leilão de naming rights, no qual foi concedido à iniciativa privada o direito de renomear a estação, a estação passaria a se chamar Saúde-Ultrafarma por um período de dez anos.
Está localizada na Avenida Jabaquara, no distrito da Saúde.

## Características
A estação é enterrada, com mezanino de distribuição e plataformas laterais com estrutura em concreto aparente. Conta com uma área construída de 6 250 metros quadrados. A capacidade da estação é de vinte mil passageiros por hora nos horários de pico.

## Demanda média da estação
A demanda média da estação é de 33 mil passageiros por dia, segundo dados do Metrô.

## Tabela
| Sigla | Estação          | Inauguração            | Capacidade                   | Integração               | Plataformas | Posição     | Notas                                      |
| ----- | ---------------- | ---------------------- | ---------------------------- | ------------------------ | ----------- | ----------- | ------------------------------------------ |
| SAU   | Saúde-Ultrafarma | 14 de setembro de 1974 | 20 mil passageiros hora/pico | Bilhete Único da SPTrans | Laterais    | Subterrânea | Estação com estrutura de concreto aparente |